# Pimelodella australis
Pimelodella australis es una especie de pez de la familia Heptapteridae en el orden de los Siluriformes.

## Morfología
• Los machos pueden llegar alcanzar los 10,6 cm de longitud total.

## Hábitat
Es un pez de agua dulce.

## Distribución geográfica
Se encuentran en América: cuenca del río Uruguay y ríos costeros entre el río Tubarão en Santa Catarina y Río Grande del Sur (Brasil ).